# 1679 Неванлінна
1679 Неванлінна (1679 Nevanlinna) — астероїд головного поясу, відкритий 18 березня 1941 року.
Тіссеранів параметр щодо Юпітера — 3,125.